# Hubert Vos (politicus)
H.G. (Hubert) Vos (Ammerzoden, 22 augustus 1954) is een Nederlands politicus van het CDA.

## Biografie
Hij heeft rechten gestudeerd en was van 1980 tot 1984 docent staatsrecht aan de Bestuursacademie Noord-Brabant en van 1982 tot 1993 was hij docent privaatrecht aan de Economische school in Den Bosch. Daarnaast was Vos ook actief in de lokale politiek. In 1978 werd hij wethouder in Maasdriel wat hij bleef tot zijn benoeming in 1993 tot burgemeester van de toenmalige Limburgse gemeente Meijel en in 2001 is hij daarnaast ook waarnemend burgemeester in de gemeente Sevenum.
Van 2003 tot 2005 was hij burgemeester van Zundert en vervolgens van 2005 tot 2006 waarnemend burgemeester in Nederweert. In mei 2007 werd Vos waarnemend burgemeester van de gemeente Nuth ter tijdelijke vervanging van de zieke burgemeester Headly Binderhagel. Toen Binderhagel later aangaf vervroegd met pensioen te willen gaan is Vos in september 2008 daar alsnog per koninklijk besluit benoemd tot burgemeester.
Op 9 oktober 2012 werd Vos door de gemeenteraad van de Noord-Brabantse gemeente Asten voorgedragen om daar burgemeester te worden. Op 4 december 2012 is hij aldaar geïnstalleerd als burgemeester. Op 15 januari 2021 ging hij met pensioen. Op 20 januari 2021 werd hij opgevolgd door Anke van Extel-van Katwijk.